# Tom Poes en de tere heer
Tom Poes en de tere heer is een ballonstripverhaal uit de Tom Poes-reeks. Het verscheen in afleveringen in de Donald Duck in de nummers 10 tot en met 19 van 1961. Als album verscheen het voor het eerst in 1977 bij uitgeverij Oberon.

## Samenvatting
Heer Bommel maakt zich veel te veel zorgen, en denkt dat iedereen tegen hem is. Toevallige incidenten ziet hij als aanslagen. Omdat een rustige zeereis ze wel wat lijkt, benaderen heer Bommel en Tom Poes kapitein Wal Rus voor een reis met de Albatros.
Tijdens een storm komen heer Bommel en Tom Poes in zee terecht, waarna ze op een eiland belanden. Heer Bommel wordt door de inboorlingen algauw als onkwetsbaar gezien, en vereerd als een ware godheid. De tovenaar van het eiland is hier niet blij mee, hij is bang dat heer Bommel hem van de troon komt stoten. Tom Poes en de tovenaar willen allebei bewijzen dat heer Bommel wel degelijk kwetsbaar is. De tovenaar probeert een aanslag op heer Bommel te plegen door het beeld van de berggeest Plet-Plet over hem heen te laten rollen. Als dit mislukt, besluit de tovenaar om heer Bommel alsnog onkwetsbaar te verklaren.
Uiteindelijk worden Tom Poes en heer Bommel door kapitein Wal Rus weer opgepikt en mee teruggenomen naar Rommeldam. Heer Bommel blijft koppig volhouden dat hij onkwetsbaar is, totdat hij uiteindelijk na een auto-ongeluk hiervan toch moet terugkomen.

## Achtergronden
- Wanneer Heer Bommel kennismaakt met de inboorlingen roept hij hun toe dat hij "een tere heer" is, waarna de inboorlingen hem zo gaan noemen.
- In dit verhaal zitten elementen die ook voorkomen in Heer Bommel doet een kuur, uit 1963.